# 色楞那木济勒
色楞那木济勒（1889年—1950年），蒙古族，察哈尔盟太仆寺左旗（今内蒙古自治区锡林郭勒盟太仆寺旗）人。中华民国大陆时期、蒙疆聯合自治政府政治人物。

## 生平
色楞那木济勒历任蒙古军政府参军、太仆寺左旗总管、察哈尔省境内蒙古各盟旗群地方自治政务委员会委员、蒙疆联合自治政府兴蒙委员会委员、察哈尔盟总务厅长、察哈尔盟副盟长。1946年秋，来到张家口，奉命组建察哈尔盟办事处，协助察哈尔省当局招抚流亡，绥靖蒙旗。历任察哈尔盟盟长、察哈尔盟旗第一区保安司令部副司令。1949年，在阿拉善旗参加德穆楚克栋鲁普的蒙古自治运动，任蒙古自治筹备委员会常务委员。1950年春，向中国人民解放军投降。不久，在阿拉善旗病逝。